# Новрузов, Руслан Поладович
Русла́н Пола́дович Новру́зов (род. 5 июля 2000, Москва) — российский хоккеист, нападающий.

## Карьера
Руслан Новрузов начал заниматься хоккеем в юниорской школе ЦСКА, а далее, через школу московского «Динамо» попал в школу «Белых Медведей», в составе которых дебютировал на уровне Открытого Чемпионата Москвы среди юношей своей возрастной категории. После окончания школы юному хоккеисту необходимо было определяться с перспективами дальнейшей карьеры и благодаря отцу, который старался чтобы сын попал на просмотр к скауту из США, Руслан Новрузов поехал выступать в Западную юниорскую лигу (WSHL), где провёл сезон в составе команды «Бэллингхэм Блейзерс», показав отличные результаты. За 55 матчей игрок забросил 58 шайб и отдал 51 результативную передачу. Из-за высокой конкуренции в штатах и внутреннем лимите на легионеров, Руслан, спустя год выступлений в Америке, принял решение вернуться в Россию.
Через отца, на хоккеиста вышел агент, который стал подыскивать варианты дальнейшего продолжения карьеры и после тренировки в «МХК Спартак» Руслан остался в системе красно-белых, подписал свой первый, профессиональный контракт и в сезоне 2018/19 дебютировал в Молодёжной хоккейной лиге. В сезоне 2019/20 также выступал в МХЛ и являлся ассистентом капитана команды, а также выходил на лёд и с капитанской нашивкой. По итогам сезона стал лучшим бомбардиром команды в регулярном сезоне, забросив 29 шайб. Летом 2020 года Руслан Новрузов попал в список основной команды «Спартака» для подготовки к новому сезону, принял участие в нескольких контрольных матчах, а также выступил на Кубке мэра Москвы. 3 сентября 2020 года, в гостевой игре против ярославского «Локомотива», дебютировал в КХЛ, проведя на площадке 16 смен. 8 октября 2020 года, уже в домашней игре против «Локомотива», Руслан Новрузов отметился результативной передачей, тем самым открыв счёт персональным очкам на уровне КХЛ.
28 декабря 2021 года в результате обмена перешёл в клуб АКМ. 19 ноября 2022 года перешёл в «Тамбов». 26 октября 2023 года в результате обмена на денежную компенсацию стал игроком клуба «Рязань-ВДВ». 25 декабря 2023 года перешёл в омский «Авангард», подписав контракт до конца сезона 2023/24, где начал выступать за фарм-клуб «Омские крылья».